# Agrupació Amics de la Música
L'Agrupació Amics de la Música fou una associació cultural de l'Hospitalet de Llobregat, que desenvolupà les seves activitats entre el 1947 i el 1976. Va promoure, a l'Hospitalet, tant activitats musicals (concerts, temporades d'òpera, la presentació en aquesta ciutat d'Els Setze Jutges, etc.), com altres activitats culturals (exposicions de pintura i dibuix, conferències, sessions de cine-fòrum, els premis de pintura Ciutat de l'Hospitalet, projeccions de cinema amateur, etc.).
Nasqué el 1947 al voltant de tres amics, Jaume Reventós, Josep Enrich i Domènech Pastor, que iniciaren un seguit d'audicions discogràfiques, que s'anarem complementant amb comentaris i concerts en viu. L'any 1950 l'entitat s'estableix en un local del número 15 del carrer Baró de Maldà, cedit per l'Ajuntament, on tindrà la seu fins a la seva desaparició l'any 1976. A partir d'aquesta data les seves activitats abasten un públic més nombrós. Amb l'aprovació dels seus estatuts el 1951, es nomena una primera junta presidida per Bernardí Fornals i Albalat. Antoni Ros Marbà, als 16 anys, hi oferí el seu primer concert a la ciutat, l'any 1953. Des de 1962, la presidència de l'entitat va recaure en Jaume Reventós i Martí.